# Ruta Nacional 3 (Colombia)
La Ruta Nacional 3 también llamada Circunvalación de la Isla de Providencia es una carretera colombiana, que recorre el perímetro de la Isla de Providencia en el departamento de San Andrés y Providencia. Tiene una longitud de 17.5 km.
Es la única carretera circunvalar en toda la red vial nacional, formando un anillo cerrado alrededor de la isla. 

## Historia

### Antecedentes
La Ruta fue establecida en la Resolución 3700 de 1995 y ratificada por la resolución Resolución 339 de 1999. 

## Descripción de la ruta
La ruta posee una longitud total de 17.50 km, divididos de la siguiente manera:

### Ruta actual
Según el Sistema Integra Nacional de Información de Carreteras (SINC), la ruta es la siguiente:
| Administración | Administración | Administración |
| -------------- | -------------- | -------------- |
| INVIAS         | 17.50 km       | 100%           |
| ANI            | 0.00 km        | 0%             |
| Tramos         |                |                |
| Principales    | 1              | 1              |
| Alternos       | 0              | 0              |
| Pasos          | 0              | 0              |
| Variantes      | 0              | 0              |
| Ramales        | 0              | 0              |
| Subramales     | 0              | 0              |

| Código | Tipo  | Recorrido                                | Clasificación SINC                        | PR Inicial | PR Final | Longitud km. |
| ------ | ----- | ---------------------------------------- | ----------------------------------------- | ---------- | -------- | ------------ |
| 0301   | Tramo | Circunvalación de la Isla de Providencia | Circunvalares de San Andrés y Providencia | 0+0000     | 17+0500  | 17.50        |

### Ruta eliminada o anterior
Las siguientes porciones de ruta fueron incluidas en la Resolución 3700 de 1995, sin embargo fueron eliminadas ya sea por su cesión a los gobiernos departamentales, municipales, o por la no existencia de la vía.
| Código | Tipo  | Recorrido                                | Situación Actual                                 |
| ------ | ----- | ---------------------------------------- | ------------------------------------------------ |
| 03SA01 | Ramal | Ramal a bahía del suroeste (Providencia) | - Sin Nomenclatura Carretera Terciaria Municipal |

## Municipios
Las ciudades y municipios por los que recorre la ruta son los siguientes:
| Leyenda                                                                            |
| ---------------------------------------------------------------------------------- |
| recorrido actual recorrido anterior paso por la cabecera municipal paso por un río |

| Tramo | Municipio                          | Recorrido | Departamento             |
| ----- | ---------------------------------- | --- | ------------------------ |
| 0301  | Providencia y Santa Catalina Islas | Santa Isabel / The Town; Pueblo Viejo; South West Bay (Acceso); Aeropuerto El Embrujo (Acceso); Santa Isabel / The Town. | San Andrés y Providencia |

## Concesiones y proyectos
Actualmente la ruta posee los siguientes proyectos y concesiones:

### Concesiones y proyectos anteriores
| Código | Sector                                   | Tipo            | Cód. proyecto | Nombre Proyecto | Concesionaria | Unidad Funcional | Etapa      | PR Inicial | PR Final | Longitud km. |
| ------ | ---------------------------------------- | --------------- | ------------- | --------------- | ------------- | ---------------- | ---------- | ---------- | -------- | ------------ |
| 0301   | Circunvalación de la Isla de Providencia | Proyecto INVIAS | VE002         | Providencia     | PROCOPAL S.A  | NA               | Finalizado | NA         | NA       | 33,00        |

## Estaciones de servicio
A continuación se muestran las estaciones de servicio que sirven a la carretera:
| km  | Empresa | Estación  |
| --- | ------- | --------- |
| 0.9 | Texaco  | Hill View |

## Turismo

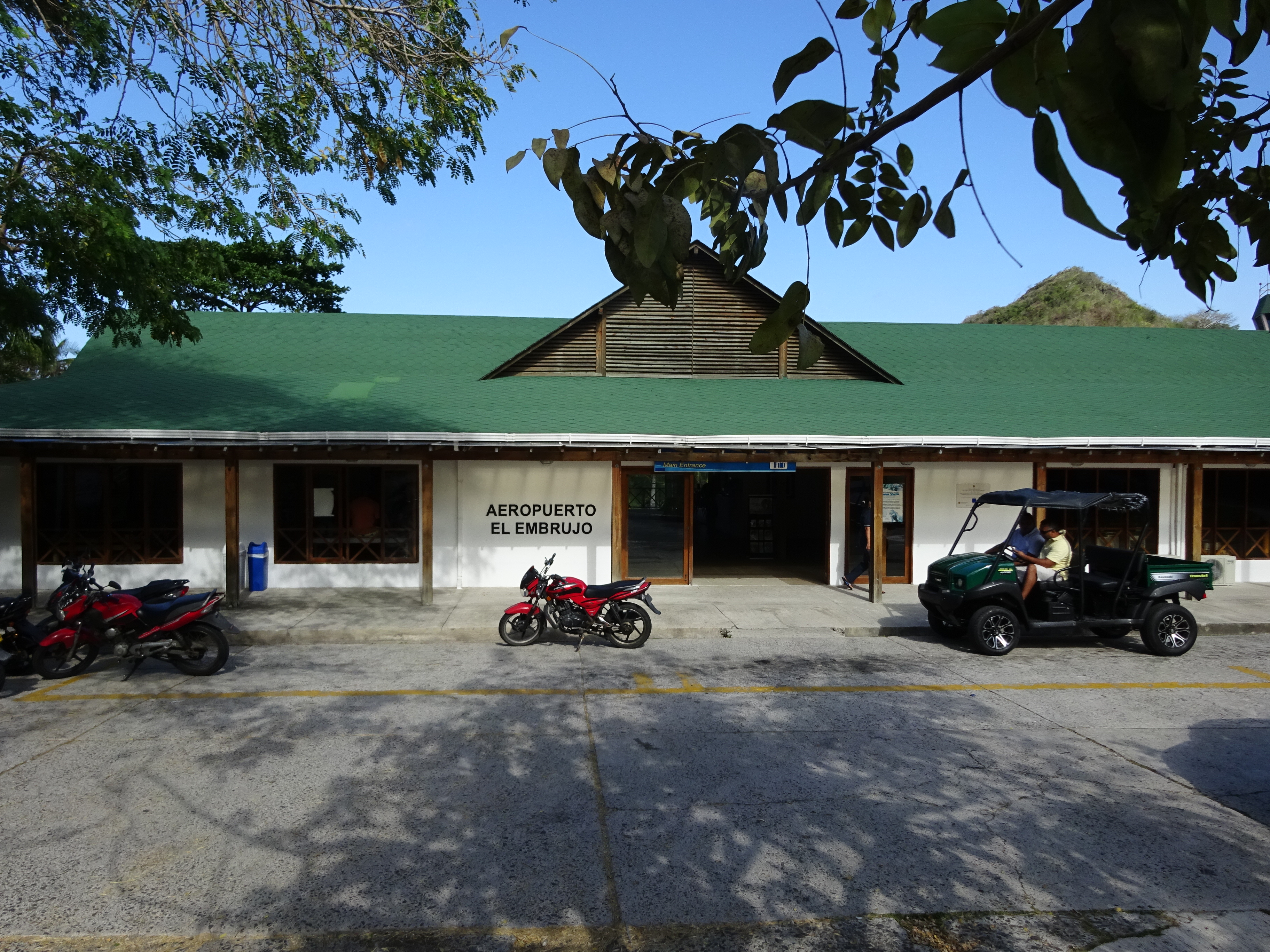
Aeropuerto El Embrujo.

La vía permite el acceso a varias atracciones turísticas de la isla. En sentido antihorario son las siguientes:
- Almond Bay, km 3.1
- Fuerte Black Rock, km 10.2
- Rocky Point, km 12.6
- Aeropuerto El Embrujo, km 14.2